# نايجل بومونت
نايجل بومونت (بالإنجليزية: Nigel Beaumont)‏ (11 فبراير 1967 في المملكة المتحدة - ) هو لاعب كرة قدم بريطاني في مركز الدفاع. لعب مع برادفورد سيتي ونادي ريكسهام ونادي تلفورد يونايتد وBrymbo F.C. ‏ وLex XI F.C. ‏.

## وصلات خارجية
- نايجل بومونت على موقع قاعدة بيانات كرة القدم.إي يو (الإنجليزية)